# Saint-Laurent-de-Cognac
Saint-Laurent-de-Cognac is een gemeente in het Franse departement Charente (regio Nouvelle-Aquitaine) en telt 886 inwoners (2005). De plaats maakt deel uit van het arrondissement Cognac.

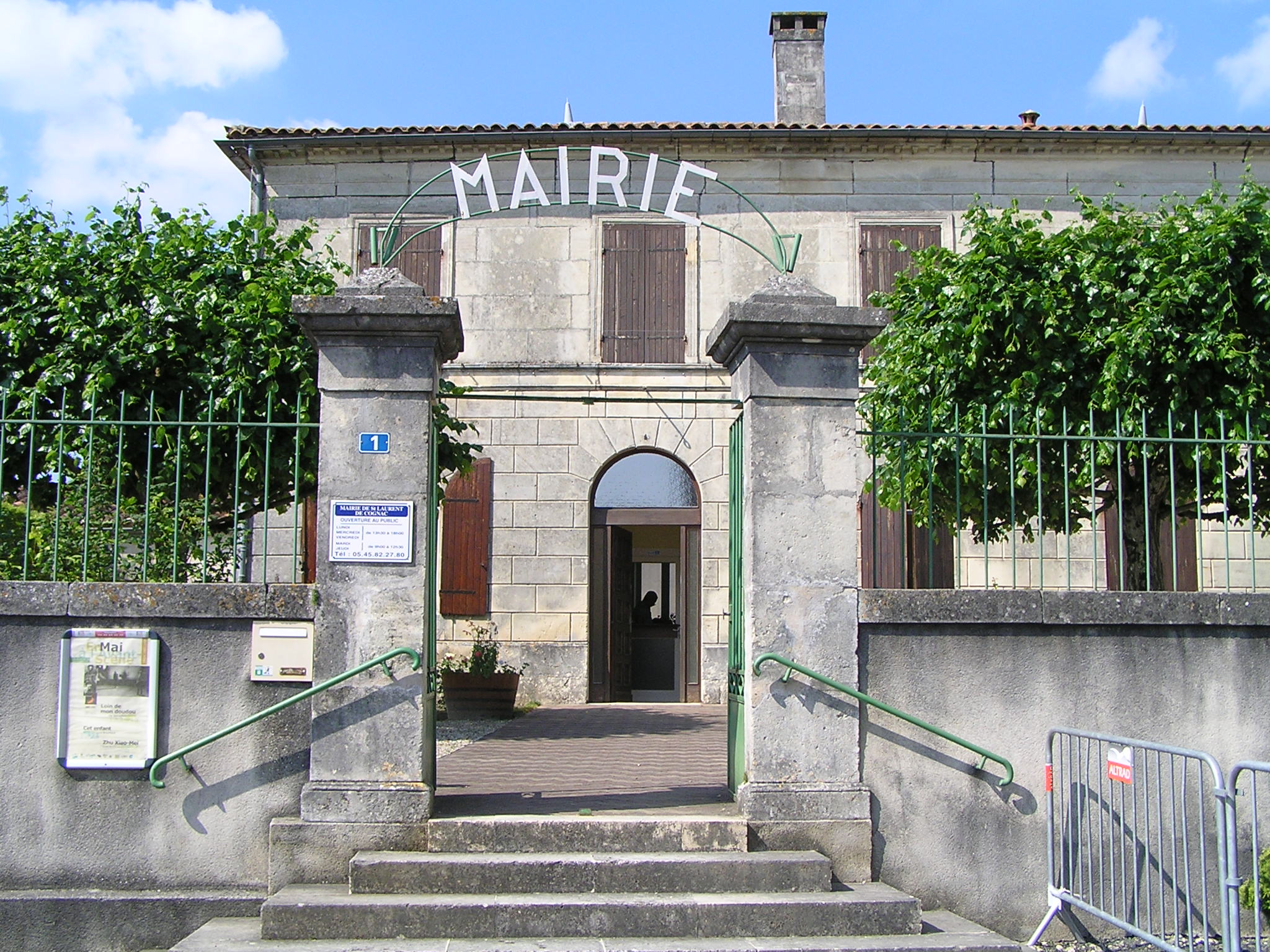
Gemeentehuis
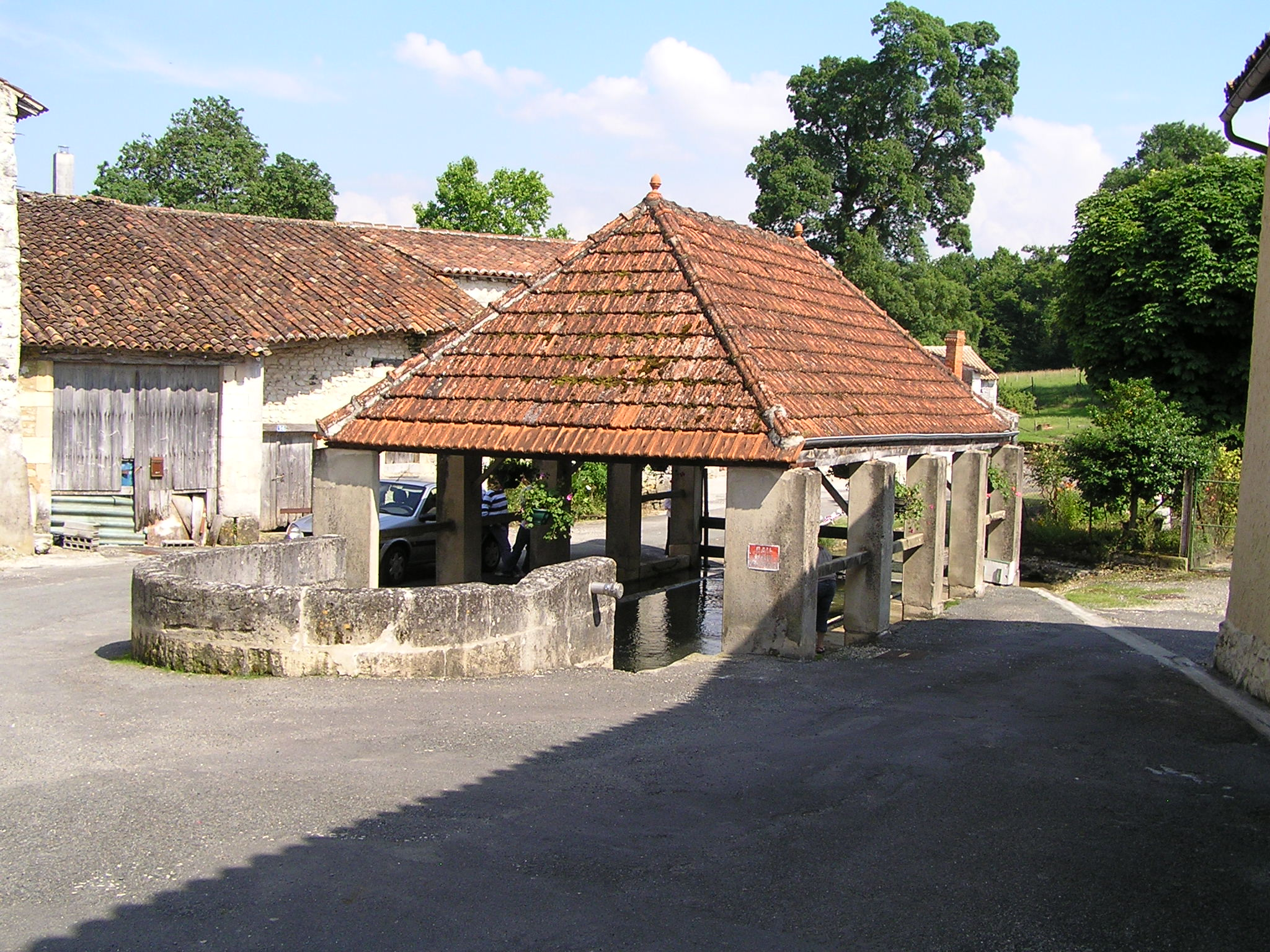
Lavoir
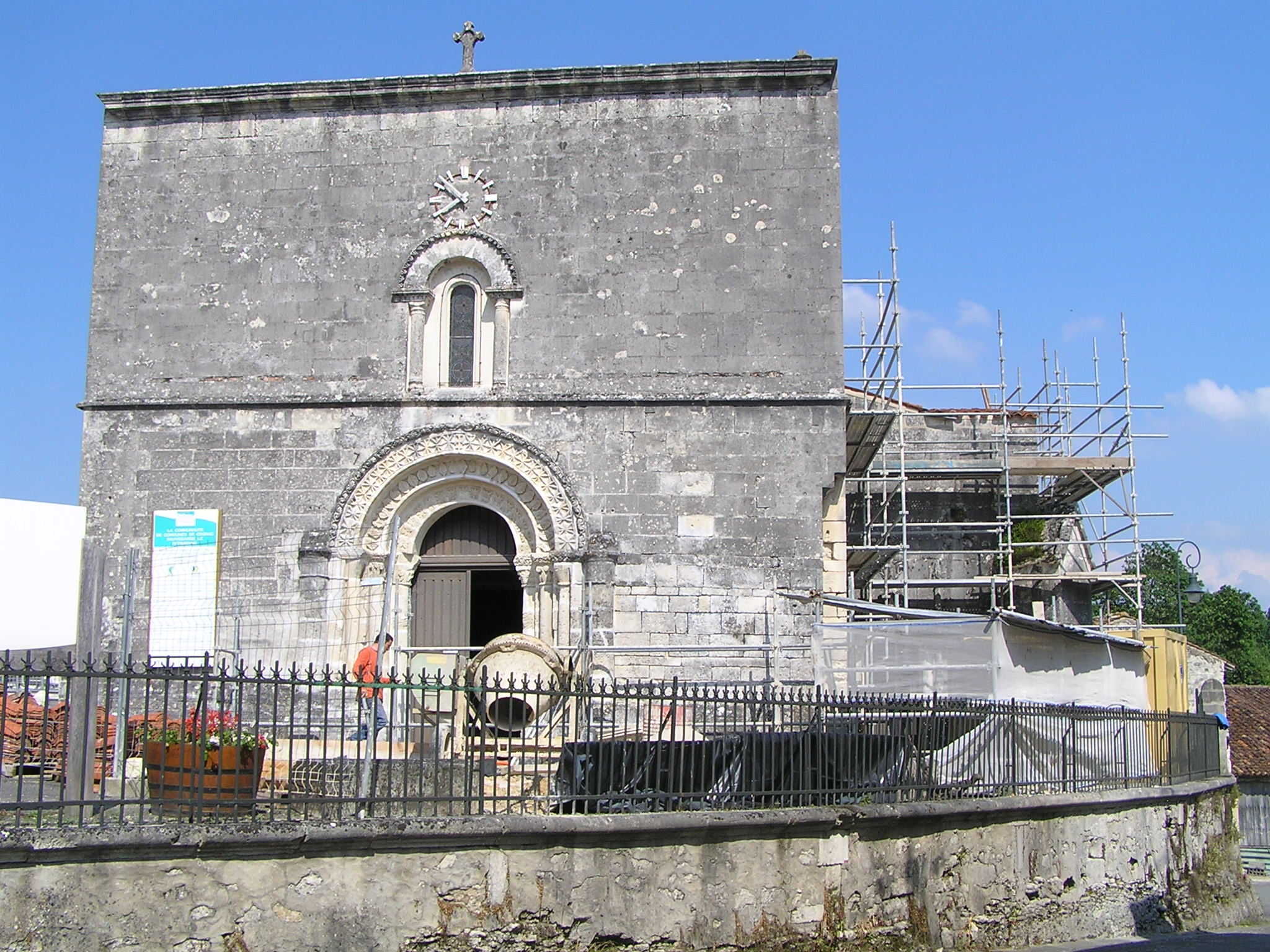
Kerk

## Geografie
De oppervlakte van Saint-Laurent-de-Cognac bedraagt 10,8 km², de bevolkingsdichtheid is 82,0 inwoners per km².
De onderstaande kaart toont de ligging van Saint-Laurent-de-Cognac met de belangrijkste infrastructuur en aangrenzende gemeenten.

## Demografie
Onderstaande figuur toont het verloop van het inwonertal (bron: INSEE-tellingen).